# Umberto Barbaro
Umberto Barbaro (Acireale, 1902. január 3. – Róma, 1959. március 19.) olasz filmesztéta, író, műfordító, filmkritikus, filmrendező, egyetemi tanár.

## Életpályája
1923-ban a La bilancia szerkesztője volt, ahol Dino Terra, Vinicio Paladini és Paolo Flores munkatársa volt. 1932-ben kiadta Vszevolod Illarionovics Pudovkin filmelméleti írásait. 1936-ban az Olasz Filmkísérleti Központ (filmfőiskola) tanára, 1944-től megbízott igazgatója volt, de állásából kommunista elvei miatt 1947-ben eltávolították. 1948-1950 között a lódzi filmfőiskola oktatója volt.

## Munkássága
A filmmel mint újságíró került kapcsolatba. Kritikai munkássága mellett számos jelentős filmelméleti cikket írt. Olaszra fordította Balázs Béla, Vszevolod Illarionovics Pudovkin, Szergej Mihajlovics Eisenstein műveit, és ezzel nagymértékben hozzájárult az olasz értelmiség marxista esztétikai ismereteinek bővítéséhez. A Cines filmstúdió munkatársaként forgatókönyveket írt Luigi Chiarini, Goffredo Alessandrini, Amleto Palermi és más rendezők részére. A Bianco e Nero szerkesztője, utóbb a Vie Nuove kritikusa volt. Nagy jelentőségű összefoglaló műve a Film, téma és forgatókönyv (Film, sogetto e sceneggiatura, Roma, 1939). Két játékfilmet és néhány dokumentáris alkotást rendezett.

## Művei
- Luce fredda (novella, 1931)
- L'essenza del can barbone (1931)
- L'isola del sale (1935)
- L'attore (1938)
- Film: soggetto e sceneggiatura (1939)
- L'arte dell'attore (Luigi Chiarinivel, 1950)
- Il cinema e l'uomo moderno (1950)
- Poesia del film (1955)
- Il film e il risarcimento marxista dell'arte (1960)
- Servitù e grandezza del cinema (szerkesztette: Lorenzo Quaglietti, 1962)
- Il cinema tedesco (szerkesztette: Mino Argentieri, 1973)
- Neorealismo e realismo (szerkesztette: Gianpiero Brunetta, 1973)
- Fratelli d'Italia (Luigi Chiarini-vel, 2009)

## Filmjei
- A második B (1934)
- Az utolsó ellenség (L'ultima nemica) (1937)
- Bűnös nő (1940)
- Az Öt hold utcája (Via delle cinque lune) (1942)
- Csipkerózsika (La bella addormentata) (1942)
- Tragikus hajsza (1947)